# Iriver
iriver là một công ty cung cấp thiết bị điện tử tiêu dùng của Hàn Quốc, được 7 cựu giám đốc điều hành của Samsung thành lập vào năm 1999.
Iriver đã bán lại cho SK Telecom vào năm 2014.